# تری‌آستین
تری‌آستین (به انگلیسی: Triacetin) با فرمول شیمیایی C۹H۱۴O۶ یک ترکیب شیمیایی است. که جرم مولی آن ۲۱۸٫۲۱ g/mol می‌باشد. 